# Хоменко, Иван Федотович
Иван Федотович Хоменко (28.05.1920—10.02.1984) — командир отделения 857-го стрелкового полка, старшина. Герой Советского Союза.

## Биография
Родился 28 мая 1920 года в селе Буда-Горобиевская ныне Каневского района Черкасской области. Украинец. Окончил семилетнюю школу, а затем Смелянскую школу фабрично-заводского ученичества. Работал в Главном дорожном управлении при Совете Народных Комиссаров Узбекской ССР.
В Красной Армии с октября 1941 года, с этого времени в боях. В 1942 году в боях под Воронежем в рукопашной схватке получил удар по голове и в бессознательном состоянии попал в плен. В начале 1943 года при перевозке военнопленных взломал решётку товарного вагона и совершил побег. Воевал с врагом в партизанском отряде, действовавшем на временно оккупированной территории Каневского района. Ходил в разведку, подрывал эшелоны, нарушал линии связи, взрывал мосты.
С приближением фронта к Днепру партизанские отряды получили задание обеспечить переправу советских войск в районе Свидивок под Черкассами. 12 декабря части Красной армии форсировали Днепр. После соединения партизан с наступающими частями — в действующей армии. Принимал участие в освобождении Черкасс, Городища, Шендеровки и других населённых пунктов.
Командир отделения 857-го стрелкового полка старшина Xоменко во главе взвода в бою 14 марта 1944 года в числе первых форсировал реку Бершадь в Винницкой области. Взвод прорвался в тыл противника и ураганным пулемётным и автоматным огнём уничтожил свыше семидесяти вражеских солдат и офицеров.
19 марта в районе села Михайловка батальон румынской пехоты и около трёхсот кавалеристов перешли в наступление. В этом бою Хоменко огнём ручного пулемёта уничтожил 58 солдат противника. В критический момент боя принял на себя командование ротой. Враг отступил. В этом бою ротой было уничтожено и взято в плен несколько сот вражеских солдат и офицеров, захвачены значительные трофеи.
Преследуя отступающего противника, рота переправилась через реку Прут и 28 марта 1944 года освободила деревню Меделень. При отстаивании плацдарма рота целые сутки отражала атаки противников. В этих боях И. Ф. Хоменко получил ранение.
После излечения в госпитале, исполняя обязанности командира стрелковой роты, принимал участие в Ясско-Кишинёвской операции. При освобождении города Яссы был ранен вторично.
Указом Президиума Верховного Совета СССР от 13 сентября 1944 года за мужество, отвагу и героизм старшине Хоменко Ивану Федотовичу присвоено звание Героя Советского Союза с вручением ордена Ленина и медали «Золотая Звезда».
В 1945 году окончил курсы младших лейтенантов. С 1946 года младший лейтенант Xоменко — в запасе. Жил в городе Львове, затем в Черкассах. Работал в сфере обслуживания населения. Умер 10 февраля 1984 года. Похоронен в Черкассах.
Награждён орденом Ленина, медалями. Имя И. Ф. Хоменко высечено на памятном знаке Героям-землякам в Каневе.